# Алакаєво
Алака́єво (рос. Алакаево, башк. Алаҡай) — присілок у складі Ішимбайського району Башкортостану, Росія. Входить до складу Скворчихинської сільської ради.
Населення — 119 осіб (2010; 146 в 2002).
Національний склад:
- башкири — 99%